# HMS Trygg (85)
HMS Trygg (85) är en bevakningsbåt i svenska marinen av Tapper-klass.